# Reyes Mantecón
Reyes Mantecón es una localidad situada en el estado mexicano de Oaxaca, ubicada en los Valles Centrales. Según el censo de 2020, tiene una población de 4397 habitantes.
Forma parte del municipio de San Bartolo Coyotepec, del que constituye una agencia municipal.

## Localización y demografía
Está ubicada en las coordenadas geográficas 16°54′19″N 96°43′41″O / 16.90528, -96.72806, a una altitud de 1507 metros sobre el nivel del mar. Constituye un exclave del territorio municipal de San Bartolo Coyotepec, ya que se encuentra aislada del territorio central donde se asienta la cabecera municipal por el municipio de Villa de Zaachila y en particular por la población de Vicente Guerrero. La distancia que la separa de la cabecera municipal es de 10 kilómetros y está situada a 20 kilómetros de la capital del estado, Oaxaca de Juárez, poblaciones con las que se comunica a través de la Carretera Federal 135, que es la principal vía de comunicación de la localidad.
De acuerdo a los resultados del Censo de Población y Vivienda realizado en 2020 por el Instituto Nacional de Estadística y Geografía, Reyes Mantecón tiene una población total de 4397 habitantes, de los que 2157 son hombres y 2240 son mujeres. Es la segunda localidad más poblada del municipio de San Bartolo Coyotepec.

## Actualidad
En Reyes Mantecón se encuentra asentada la Ciudad Judicial de Oaxaca, donde tienen sus sede el Poder Judicial del Estado, la Procuraduría General de Justicia y la Secretaría de Finanzas del estado. Además se encuentra también en ella el Hospital Psiquiátrico "Cruz del Sur".
Durante el siglo XIX Reyes Mantecón tuvo carácter de cabecera del municipio de su mismo nombre, que fue suprimido durante la Revolución Mexicana, y hacia 1921 ya era parte integrante del municipio de San Bartolo Coyotepec, como permanece hasta la actualidad.